# Апуре
Апуре (шп. Estado Apure),  једна је од 23 државе у Боливарској Републици Венецуели. Покрива укупну површину од 76.500 км ² и има 520.508 становника (2011). И типични је представник регије Љанос.
Главни и највећи град је Сан Фернандо де Апуре или кратко Сан Фернандо.
Територија државе Апуре је првобитно била део неких других држава, али у складу са новим  територијалним устројством Венецуеле, формирана је 1824. године, а до 1909. добила и данашње границе.
Територија је позната по чапљи плумес. Такође, Апуре је позната и као поприште многих оружаних сукоба за време Рата за независност, као и током грађанског рата у Венецуели.

## Галерија
- Крокодил кајман у свом природном станишту у Апуреу